# Colonia Obrera, Veracruz
Colonia Obrera är en ort i Mexiko.   Den ligger i kommunen Coatepec och delstaten Veracruz, i den sydöstra delen av landet, 230 km öster om huvudstaden Mexico City. Colonia Obrera ligger 1 109 meter över havet och antalet invånare är 695.
Terrängen runt Colonia Obrera är kuperad. Runt Colonia Obrera är det ganska tätbefolkat, med 139 invånare per kvadratkilometer. Närmaste större samhälle är Xalapa, 12,4 km norr om Colonia Obrera. I omgivningarna runt Colonia Obrera växer i huvudsak städsegrön lövskog.